# Ludovico Bonito
Ludovico Bonito (Agrigento, 1350 – Rimini, 13 settembre 1413) è stato un cardinale e arcivescovo cattolico italiano.

## Biografia
Ludovico di Antonio nacque in una nobile famiglia agrigentina e intraprese gli studi in diritto civile e canonico, conseguendone il dottorato. Ricevette l'ordinazione sacerdotale e nel 1376 fu nominato canonico e cantore della cattedrale di Agrigento.
Nel 1383 fu eletto arcivescovo della sede metropolitana di Palermo da papa Urbano VI, che provvide a conferirgli il pallio qualche anno più tardi, il 1º giugno del 1387, tramite l'amico comune Manfredi III Chiaramonte.
Il 10 novembre 1388 Ludovico Bonito indisse e redasse un Concilio provinciale, a cui parteciparono tra gli altri il vescovo di Agrigento Matteo Fugardo e quello di Mazara. Il sinodo elaborò un insieme di in 24 canoni riguardanti vari argomenti come il culto divino, la vita dei chierici e i diritti di sepoltura.
Nel 1391 celebrò il matrimonio fra Martino I di Aragona e Maria di Sicilia, trovandosi l'anno successivo a complottare contro di loro insieme al pontefice Bonifacio IX e Andrea Chiaramonte, figlio di Manfredi III. Con la riconquista militare dell'isola ottenuta da Martino nel maggio 1392, Andrea Chiaramonte venne giustiziato, mentre Ludovico Bonito fu espulso dalla Sicilia e accolto con benevolenza alla corte papale.
Nel 1395 il Bonito fu nominato arcivescovo di Antivari, nell'attuale Montenegro, per passare l'anno successivo all'arcidiocesi di Salonicco, in Grecia. Fece ritorno in Italia prima della fine del secolo, trasferendosi alla diocesi di Bergamo il 5 settembre 1399 e all'arcidiocesi di Pisa il 18 luglio 1400. Nel 1406 papa Innocenzo VII lo elesse arcivescovo di Taranto. I titoli episcopali furono in pratica solo nominali, in quanto Ludovico Bonito fu quasi sempre lontano dalle varie sedi per svolgere un'intensa attività diplomatica per conto della Santa Sede.
Il 18 settembre 1408 papa Gregorio XII lo nominò cardinale con il titolo di Santa Maria in Trastevere. Il Bonito è ricordato come uno dei pochi prelati fedelissimi a papa Correr, seguendolo nelle varie vicissitudini dello Scisma d'Occidente. Proprio al seguito del papa arrivò a Rimini nel dicembre 1412, ospitato dal principe Carlo I Malatesta. Qui il cardinale Bonito, nell'atto di ripartire alla volta di Costanza per partecipare al celebre Concilio, venne colto da febbre violenta morendo il 13 settembre del 1413. Le esequie vennero celebrate due giorni dopo nella chiesa riminese di San Francesco dal cardinale Giovanni Dominici, arcivescovo di Ragusa. Il corpo del cardinale Bonito venne sepolto sotto il pavimento centrale della stessa chiesa.
Oggi la lastra tombale di marmo del cardinale è posta sulla parete retrostante il prospetto principale, a sinistra di chi entra nella chiesa.

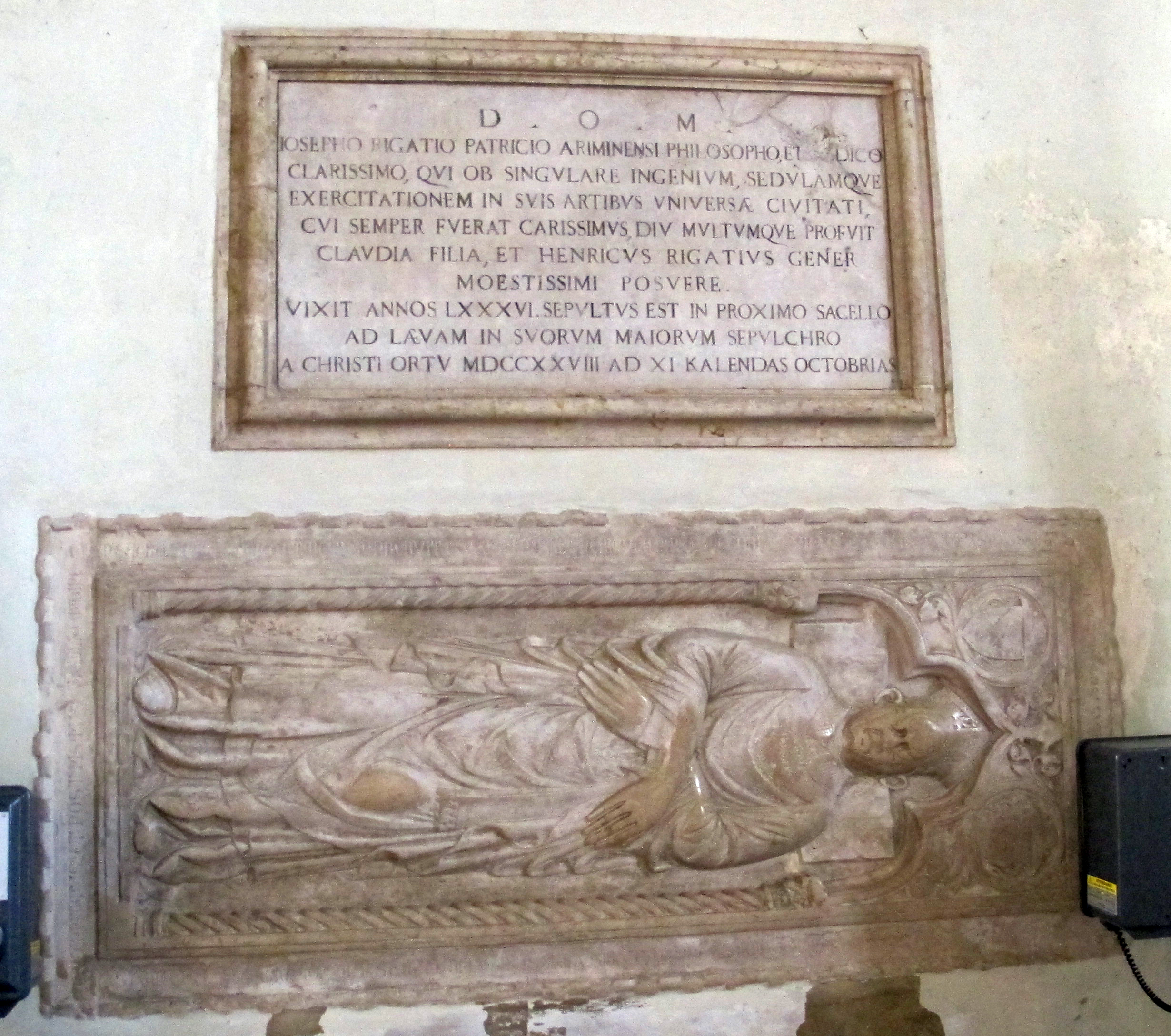
La tomba del cardinale Bonito nel Tempio Malatestiano